# Jerzy Jasiewicz
Jerzy Jasiewicz (ur. 24 listopada 1900 w Łomży, zm. 17 maja 1979 w Warszawie) – major kawalerii Wojska Polskiego, kawaler Orderu Virtuti Militari.

## Życiorys

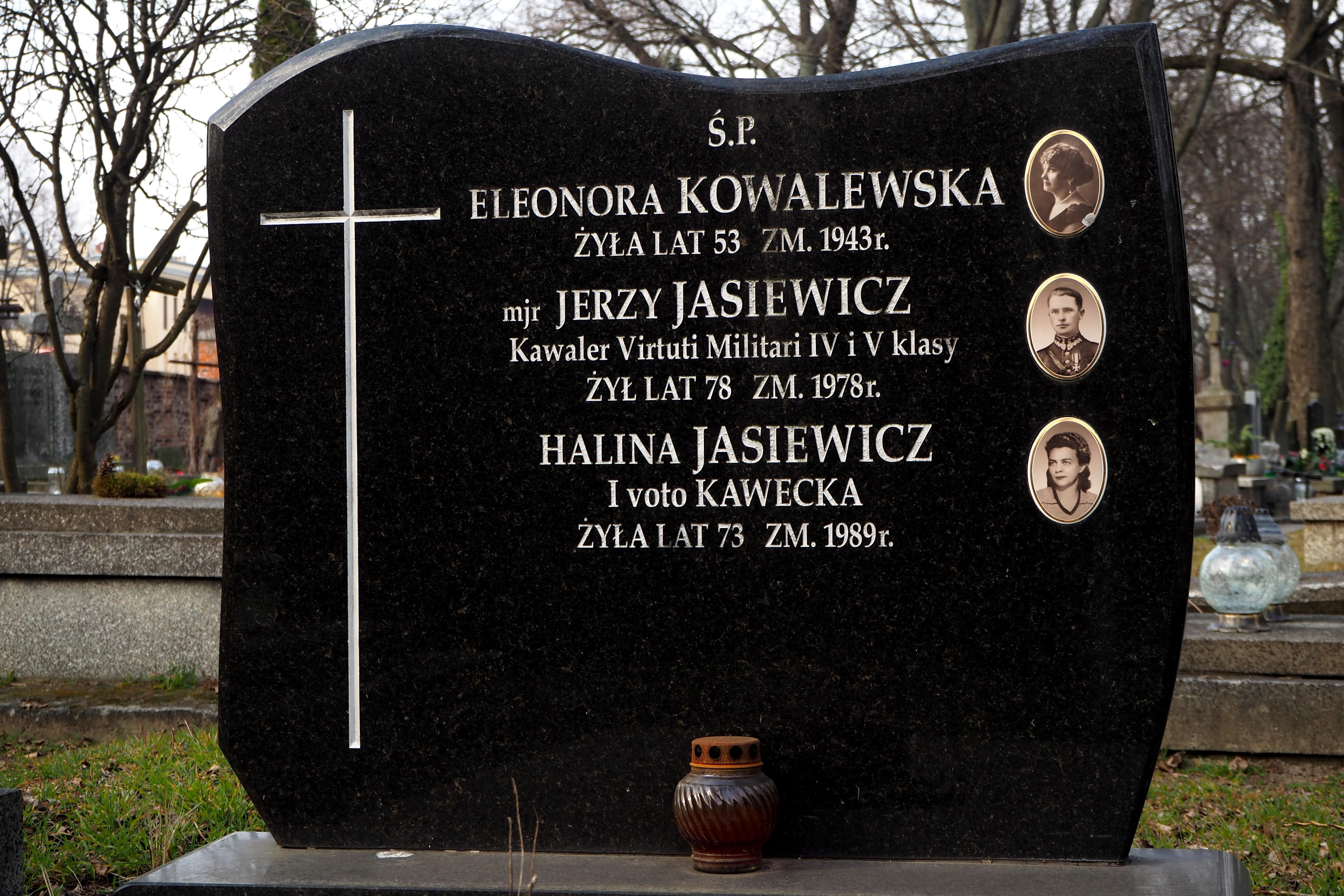
Grób majora Jerzego Jasiewicza na Cmentarzu Powązkowskim w Warszawie

Jerzy Jasiewicz urodził się 24 listopada 1900 roku w Łomży, w rodzinie Stanisława herbu Rawicz (1850–1917) i Jadwigi Dunin-Brzezińskiej herbu Łabędź (1870–1956), jako szósty z dziewięciorga rodzeństwa. Był młodszym bratem pułkownika Wincentego Jasiewicza.
W 1918 ukończył Korpus Kadetów w Połtawie. Walczył w Armii Ochotniczej Denikina.
25 lipca 1920 roku został przyjęty do Wojska Polskiego i przydzielony do 2 pułku Ułanów Grochowskich. W dniach 10–11 października 1920 roku w walkach pod wsią Baranowska Rudnia okrążony z oddziałem, przedostał się do pułku, wywołując zamieszanie w szeregach nieprzyjaciela i powstrzymując jego kontratak. Został za to odznaczony Krzyżem Srebrnym Orderu Virtuti Militari. 
Od 14 lutego do 21 czerwca 1921 roku był słuchaczem 38. klasy Szkoły Podchorążych Piechoty w Warszawie. 3 marca 1922 roku Naczelnik Państwa i Naczelny Wódz mianował go podporucznikiem z dniem 1 listopada 1921 roku w korpusie oficerów jazdy i wcielił do 2 pułku Ułanów Grochowskich. 17 listopada 1923 roku został awansowany do stopnia porucznika. W 1926 roku został wyznaczony na stanowisko instruktora w Szkole Podoficerów Zawodowych Kawalerii w Jaworowie. 23 sierpnia 1929 roku otrzymał przeniesienie do 3 pułku Ułanów Śląskich w Tarnowskich Górach. We wrześniu 1930 roku został przeniesiony do 1 dywizjonu samochodów pancernych w Brześciu, a z dniem 1 września 1931 roku do 4 dywizjonu pancernego w Brześciu. 17 grudnia 1931 roku został awansowany do stopnia rotmistrza ze starszeństwem z dniem 1 stycznia 1932 roku i 23. lokatą w korpusie oficerów kawalerii. Od 1934 roku dowódca szwadronu w 12 pułku Ułanów Podolskich. W lipcu 1938 roku został przeniesiony do dywizjonu rozpoznawczego 10 Brygady Kawalerii w Rzeszowie na stanowisko dowódcy szwadronu strzeleckiego. W grudniu 1938 roku został przesunięty na stanowisko zastępcy dowódcy dywizjonu. Na majora awansował ze starszeństwem z dniem 19 marca 1939 roku. W sierpniu 1939 roku został instruktorem w Centrum Wyszkolenia Kawalerii w Grudziądzu.
Podczas wojny obronnej 1939 dowodził oddziałem wydzielonym grupy kawalerii płk. Tadeusza Komorowskiego. Za udział w walkach wrześniowych 11 listopada 1948 roku został odznaczony przez Biuro Kapituły Virtuti Militari w Londynie Krzyżem Złotym Orderu Virtuti Militari. Ciężko ranny, trafił do szpitala, a od 1941 przebywał w obozach jenieckich. Najpierw w Stalagu XXI-A a następnie w Oflagu II C Woldenberg, nr jeniecki 6933. W styczniu 1945 opuścił oflag. Przeniesiony do rezerwy, osiadł w Gnieźnie, a w 1963 roku w Warszawie, gdzie zmarł i został pochowany na cmentarzu Powązkowskim w Warszawie (kwatera 346 wprost-1-6). Był żonaty, miał dwie córki.